# باشگاه فوتبال شهید قندی یزد
باشگاه فوتبال شهید قندی یزد یک باشگاه فوتبال ایرانی است که در شهر یزد، استان یزد قرار دارد. این تیم سابقه قهرمانی در لیگ آزادگان و حضور در لیگ برتر خلیج فارس را دارد.

## پیشینه
این باشگاه که در سال ۱۳۷۱ با نام شهید قندی یزد تأسیس شده و در رده‌های نوجوانان و جوانان و امید و بزرگسالان فعالیت میکند. در زمان مربیگری احد شیخ لاری این باشگاه به لیگ برتر خلیج فارس راه یافت. باشگاه شهید قندی پس از یک سال حضور در لیگ برتر سپس به تربیت یزد تغییر نام داد. امتیاز این در سال ۲۰۱۲ به باشگاه فوتبال سنگ آهن بافق منتقل شد.
تیم شهید قندی یزد دوباره با خریدن امتیاز استقلال رامشیر در رقابت‌های لیگ دسته دوم ایران ۹۹–۱۳۹۸  حضور پیدا کرد.

## ورزشگاه
تیم شهید قندی بازی‌های خانگی خود را در ورزشگاه شهید نصیری شهر یزد برگزار می‌کند.

## افتخارات
•لیگ آزادگان
 قهرمان(۱): ۱۳۸۴–۱۳۸۳
•لیگ دسته دوم ایران
 قهرمان(۱): ۱۳۸۲–۱۳۸۱